# Pateando al Perro
Pateando al perro es una banda de rock formada en 1995 en Tarija (Bolivia) por tres músicos argentinos: Marcelo Martínez (batería), Julio Jaime (bajo), Gastón Nigro (guitarra) y  Gonzalo Gómez (guitarra y voz). A los pocos meses se radicaron en La Paz donde se convirtieron en una de las bandas más destacadas de la incipiente escena del rock'n'roll boliviano.
Grabaron un único CD en 1999 y poco después de ello se disolvió la banda.
Volvieron a actuar juntos en 2008 con el baterista Franz Fox reemplazando a Marcelo Martínez. Marcelo Martínez, ya por entonces había retornado a la Argentina donde formó distintas bandas dedicadas a la exploración de la percusión, los tambores y los ritmos tribales de distintas partes del mundo.